# استان تومبس
استان تومبس (به اسپانیایی: Provincia de Tumbes) یک استان در پرو است که در منطقه تومبس واقع شده‌است. استان تومبس ۱٬۸۰۰٫۸۵ کیلومتر مربع مساحت و ۱۵۴٬۹۶۲ نفر جمعیت دارد و ۷ متر بالاتر از سطح دریا واقع شده‌است.